# Grønjordskollegiet
Grønjordskollegiet er et kollegium beliggende på Vestamager, København, op til naturområdet Amager Fælled ved Grønjordssøen. Kollegiet er et af Danmarks største med 920 værelser og ca. 1.000 beboere. Kollegiet består af 5 blokke med 8 etager som hver har 21 enkeltværelser og 2 dobbeltværelser.
Kollegiet har en lang række faciliteter for beboerne: Hatten Bar, studierum, motionsrum, sportsbaner, bordtennisrum, møde-, fest- og øvelokaler mm. understøttet af Kollegianerforeningen.

## Historie
Kollegiet er opført i perioden 1969-1970. Der var oprindeligt planlagt at bygge ti blokke med i alt 2.000 værelser, en fællesbygning og et supermarked. Men da de første fem blokke stod færdige i 1970, gjorde kollegiets beboere modstand mod at bebygge de resterende grønne områder med yderligere blokke. På det tidspunkt havde man bygget blok 6, men ikke blok 5, så i dag hedder kollegiets blokke 1, 2, 3, 4 og 6.
Standsningen af udbygningen betød også, at den planlagte fællesblok ikke blev opført. Det medførte, at fællesfaciliteterne måtte indrettes i kollegiets kældre og nærliggende villaer, som kollegiet opkøbte. Til kollegiekontoret blev der opført en midlertidig træbarak, og kollegiets gårdmænd fik opsat skurvogne bagved kollegiet til deres frokoststue og omklædning.

### Fællesbygningen
De midlertidige barakker stod i mere end 30 år. Op gennem 1980'erne og 1990'erne var der flere tilløb til at få opført en fællesbygning, men de blev aldrig ført ud i livet, bl.a. fordi man ønskede at opføre flere boliger ved samme lejlighed – hvilket voldte mange problemer med myndighederne.
Først i 2004 fandt man endelig frem til et forslag, som kunne gennemføres. En ren fællesbygning uden boliger men med kontor, omklædning og frokoststue samt en lang række fællesfaciliteter for beboerne. Bygningen er tegnet af Nobel Arkitekter A/S og har form som en miniblok, men domineres af store vinduespartier og lyse, åbne rum. Fælleshuset er næsten 900 m² fordelt på to etager, og åbnede i juli 2006.

### Kendte tidligere beboere
- Claus Hjort Frederiksen [4]
- Niels Martinov [5]
- Anna Castberg [6]
- Den østtyske spion Rudolf Samiecs (aka Jörg Meyer) [7]
- Flemming Pless fra 1979-87

## Grønjordskollegiet i dag
Der er de senere år gjort mange tiltag for at højne kollegiets stand og generelt modernisere, bl.a. ved opførelse af nyt fælleshus, multisport- og beachvolleybane, renovering af garvene og alle køkkener, udskiftning fra gulvtæppe til trægulve på værelserne, renovering af læsesal og installation af miljøvenlige løsninger til fx ventilation, varme og affaldshåndtering. I 2015 blev der installeret solceller på tagene.